# Nikolai Kinski
Pour les articles homonymes, voir Kinski.
Nanhoï Nikolai Kinski, né le 30 juillet 1976 à Paris, est un acteur franco-américain.

## Biographie
Nikolai est le fils de l’acteur allemand d'origine polonaise Klaus Kinski et de sa troisième épouse, la Franco-Vietnamienne Geneviève Minhoi Loanic. Il est le demi-frère des actrices Nastassja Kinski et Pola Kinski. Né en France, il a grandi en Californie.
Il réside actuellement à Berlin, en Allemagne.

## Filmographie
- 1989 : Kinski Paganini de Klaus Kinski : Achille Paganini
- 1994 : Jamila de Monica Teuber : Seit jeune
- 2000 : West Coast de Joshua Davis
- 2001 : Tortilla Soup de Maria Ripoll : Andy
- 2002 : Never get outta the Boat de Paul Quinn : Saturne
- 2002 : The Devil Who Called Himself God de Dmitriy Astrakhan : Lukas
- 2003 : Dirty Sky d'Andy Bausch ; Paule
- 2003 : Connecting Dots d'Alon Aranya : Alex
- 2004 : Untreu (téléfilm) de Rainer Matsutani : Milan Farkas
- 2005 : Pas de ciel au-dessus de l'Afrique (Kein Himmel über Afrika) (téléfilm) de Roland Suso Richter : Duncan Coburn
- 2005 : Tatort (série télévisée), épisode Rache-Engel de Robert Sigl : Martin Schneider
- 2005 : Æon Flux de Karyn Kusama : Claudius
- 2006 : Klimt de Raoul Ruiz : Egon Schiele
- 2006 : Rohtenburg de Martin Weisz : Otto
- 2006 : Fay Grim de Hal Hartley : Amin
- 2007 : Giganten (téléfilm) de Gero von Boehm : Aimé Bonpland
- 2009 : Krupp – Eine deutsche Familie (téléfilm) de Carlo Rola : Arndt von Bohlen
- 2009 : La Comtesse de Julie Delpy : Le professeur
- 2009 : Die zwei Leben des Daniel Shore de Michael Dreher : Daniel Shore
- 2009 : SOKO Donau (téléfilm), épisode Böser Zauber de Robert Sigl : Sebastian Opitz
- 2011 : Le Naufrage du Laconia (téléfilm) d'Uwe Janson : Walter Drexler
- 2012 : Belle de Lyon de Max Sacker (court métrage) : Marcel
- 2014 : Yves Saint Laurent de Jalil Lespert : Karl Lagerfeld
- 2014 : Posthumous (en) de Lulu Wang : Kaleb Moo
- 2015 : 1915 de Garin Hovannisian et Alex Mouhibian : Tony
- 2015 : Point Break d'Ericson Core : Pascal Al Fariq
- 2015 : The Loner de Daniel Grove : Sepehr
- 2016 : The Yellow Birds d'Alexandre Moors : le prêtre
- 2017 : Axolotl Overkill de Helene Hegemann : M. Kroschinske
- 2019 : Berlin, I Love You : Alister
- 2022 : Adieu monsieur Haffmann : Commandant Jünger